# 腰棘間筋
腰棘間筋（ようきょくかんきん、英語: interspinales lumborum muscle）は、短背筋のうち、腰の深層に位置する筋肉である。棘間筋のうち、頸棘間筋と胸棘間筋、腰棘間筋の3部に分けられたものの一方である。椎骨の棘突起を起始とし、内腰上方に向かって走り、隣接する椎骨の棘突起に付着する。
脊柱の背屈（側屈、後屈）を行う。